# Kurzgesagt
Kurzgesagt – In a Nutshell (trước kia là Kurzgesagt (/ˌkʊərtsɡəˈzɑːkt/); tiếng Đức có nghĩa là 'tóm lại'; tiếng Anh: "in a nutshell") là một studio hoạt hình có trụ sở tại München sản xuất các video hoạt hình giáo dục, được thành lập bởi Philipp Dettmer vào năm 2013. Kênh YouTube của studio tập trung vào việc sản xuất các nội dung hoạt hình tối giản giáo dục, sử dụng phong cách thiết kế phẳng và 3D, và thảo luận về các chủ đề khoa học, công nghệ, chính trị, triết học và tâm lý học.
Được thuyết minh bởi Steve Taylor, mỗi video trên kênh thường có độ dài từ 4 đến 16 phút. Nhiều video cũng có sẵn trên các kênh dành riêng cho ngôn ngữ khác, chẳng hạn như bằng tiếng Đức thông qua kênh Dinge Erklärt – Kurzgesagt và bằng tiếng Tây Ban Nha thông qua En Pocas Palabras - Kurzgesagt. Một số video khác của studio cũng có sẵn bằng tiếng Pháp, tiếng Hindi, tiếng Ả Rập, tiếng Bồ Đào Nha Brasil, tiếng Nhật và tiếng Hàn Quốc.
Tính đến tháng 6 năm 2023, với hơn 20 triệu người đăng ký và hơn 180 video, kênh gốc tiếng Anh của studio là kênh được đăng ký nhiều thứ 207 trên thế giới.

## Lịch sử
Kênh YouTube Kurzgesagt được tạo ra vào ngày 9 tháng 7 năm 2013, ngay sau khi người sáng lập, Philipp Dettmer, tốt nghiệp Đại học Khoa học Ứng dụng München. Video đầu tiên, giải thích sự tiến hóa, được xuất bản hai ngày sau đó với giọng nói của Steve Taylor. Trong sáu năm, kênh đã phát triển từ một dự án đam mê được thực hiện trong thời gian rảnh rỗi của một vài người bạn đến một xưởng thiết kế với hơn bốn mươi nhân viên.
Vào năm 2015, Kurzgesagt đã được Quỹ Bill & Melinda Gates giao làm một video về việc chấm dứt bệnh tật.
Ngoài các khoản tài trợ từ các patron, Kurzgesagt, ít nhất là chi nhánh ở Đức, chủ yếu được hỗ trợ tài chính bởi dịch vụ Funk của ARD và ZDF kể từ tháng 9 năm 2017. Chi nhánh ở Đức của Kurzgesagt tuyên bố rời Funk vào tháng 1 năm 2023.
Kurzgesagt đã nhận được một số giải thưởng. Năm 2019, Kurzgesagt trở thành kênh tiếng Đức đầu tiên vượt mốc 10 triệu người đăng ký trên YouTube. Vào tháng 12 năm 2020, YouTuber Marques Brownlee đã vinh danh Kurzgesagt với giải thưởng "Streamys Creator Honor" trong Lễ trao giải Streamy lần thứ 10.

### Immune: A journey into the mysterious system that keeps you alive
Vào tháng 11 năm 2021, Kurzgesagt thông báo phát hành cuốn sách đầu tiên, Immune: A journey into the mysterious system that keeps you alive, được viết bởi người sáng lập kênh Phillip Dettmer.

## Tranh cãi
Trong khi một số nhà bình luận ca ngợi các video của Kurzgesagt về độ tin cậy và khả năng kiểm tra thực tế, một số nội dung trước đó của studio đã bị chỉ trích. Vào năm 2016, Hiệp hội Thư viện Nghệ thuật Bắc Mỹ đã chỉ trích studio đôi khi thiếu các nguồn đáng tin cậy và sự tư vấn chuyên nghiệp.
Vào năm 2019, Kurzgesagt đã phát hành một video nói rằng mặc dù hiện tại họ đã được các chuyên gia kiểm tra tính xác thực của tất cả các lập luận của mình, nhưng trước đây studio không phải lúc nào cũng làm như vậy. Studio cũng nói thêm rằng họ đang xóa hai trong số các video không đáp ứng các tiêu chuẩn hiện tại của studio, bao gồm cả video có tiêu đề "Addiction" ("Nghiện"). Là sự hợp tác giữa Kurzgesagt và nhà báo Johann Hari, "Addiction" đã trở thành một trong những chương trình phổ biến nhất trên kênh của họ vào thời điểm đó, mặc dù cũng là một trong những chương trình bị chỉ trích nhiều nhất. Video bị chỉ trích là đã tóm tắt sai kết luận của các thí nghiệm gây tranh cãi ở Rat Park.